# Mehdi Marandi
Mehdi Marandi (12 de maio de 1986) é um voleibolista profissional iraniano.

## Carreira
Mehdi Marandi é membro da seleção iraniana de voleibol masculino. Em 2016, representou seu país na sua primeira participação no voleibol nos Jogos Olímpicos de Verão no Rio de Janeiro, que ficou em 8º lugar.